# Karl Golgowsky
Karl Golgowsky (né le 11 novembre 1910 à Hüsten, mort en 1994) est un auteur-compositeur-interprète allemand.

## Biographie
Golgowsky fait des études de chant comme baryton auprès d'Adolf Erlenwein à Dortmund et de Julius von Raatz-Brockmann à Berlin. Il travaille ensuite comme chef de chœurs et professeur.
Il acquiert cependant une réputation dans le schlager comme parolier, chanteur, chef et membre de groupes vocaux des années 1950. Golgowsky forme avec Rudi Schuricke et Horst Rosenberg Original Schuricke-Terzett. Avec Wyn Hoop, il forme le duo Die Fellows.
Entre la fin des années 1940 et le milieu des années 1960, il dirige le Golgowsky-Quartett pour le schlager. Il a comme membres autour de lui Rudi Stemmler, Herbert Klein, Curt Papenberg, Heinz Stenzel, Friedel Wende et Wyn Hoop.
Golgowsky est l'auteur et compositeur de 400 chansons.

## Source de la traduction
- (de) Cet article est partiellement ou en totalité issu de l’article de Wikipédia en allemand intitulé « Karl Golgowsky » (voir la liste des auteurs).